# Emmochliophis fugleri
Espèce
Emmochliophis fugleri  est une espèce de serpents de la famille des Dipsadidae.

## Répartition
Cette espèce est endémique de l'Ouest de l'Équateur.

## Étymologie
Cette espèce est nommée en l'honneur de Charles M. Fugler.

## Publication originale
- Fritts & Smith, 1969 : A new genus and species of snake from western Ecuador. Transactions of the Kansas Academy of Sciences, vol. 72, no 1, p. 60-66.